# Сипягін Дмитро Сергійович
Дмитро́ Сергі́йович Сипя́гін (нар. 8 березня 1853, Київ, Російська імперія — пом. 2 квітня 1902, Санкт-Петербург, Російська імперія) — державний діяч Російської імперії. Міністр внутрішніх справ Російської імперії у 1900—1902 роках. Один із організаторів терору проти фінського національного руху у Великому князівстві Фінляндському.

## Життєпис
Дмитро Сергійович Сипягін народився 8 березня 1853 року у Києві, у родині дворян. Навчався на юридичному факультеті Петербурзького університету, який закінчив у 1876 році.
У 1886—1888 служив харківським віце-губернатором, у 1888 році призначений курляндським губернатором.
У 1891—1893 перебував на посаді московського губернатора.
У 1893 році — товариш міністра державної власності. З 1894 року — товариш міністра внутрішніх справ.
З жовтня 1899 року — керуючий міністерством, а з 1900 року — міністр внутрішніх справ Російської імперії. На цій посаді провадив каральні акції проти фінського національного руху, сприяв русифікації Фінляндії.
2 квітня 1902 року вбитий есером Степаном Балмашевим. Балмашев з'явився у приміщенні Державної Ради в офіцерській формі, з пакетом на ім'я Сипягіна. Коли Сипягін взяв пакет, Балмашев здійснив п'ять пострілів, від яких міністр помер через годину.